# Lichtenbusch
Lichtenbusch liegt im Süden von Aachen an der Grenze zwischen Deutschland und Belgien. Es teilt sich in einen belgischen und einen deutschen Teil:
- Ein Teil von Lichtenbusch wurde am 1. November 1922 im Rahmen von Grenzkorrekturen zwischen dem Deutschen Reich und dem Königreich Belgien in die Stadt Aachen umgegliedert und bildet seither eine der Gemarkungen Aachens. Infolge des Aachen-Gesetzes gehört der deutsche Teil Lichtenbuschs zum Aachener Stadtbezirk Kornelimünster/Walheim und grenzt an Oberforstbach und Sief.
- Der belgische Teil gehörte ab 1922 als Teil der Teilgemeinde Eynatten zur Gemeinde Raeren und damit zum Gouvernement Eupen-Malmedy. Seit 1925 gehört er zur Provinz Lüttich und seit 1956 zur Deutschsprachigen Gemeinschaft in Ostbelgien.

In Lichtenbusch existieren auf der Bundesautobahn 44 bzw. auf deren Fortsetzung, der belgischen Autobahn 3, ein Grenzübergang mit Raststätte und Autobahnanschlüsse auf beiden Seiten der Grenze. Seit 2010 führt die Bundesstraße 258 an Lichtenbusch vorbei. Da beide Staaten zum Schengen-Raum gehören, ist die Kontrolle in der Praxis fast obsolet geworden. Es werden jedoch weiterhin stichprobenartig Kontrollen durchgeführt.

## Geschichte

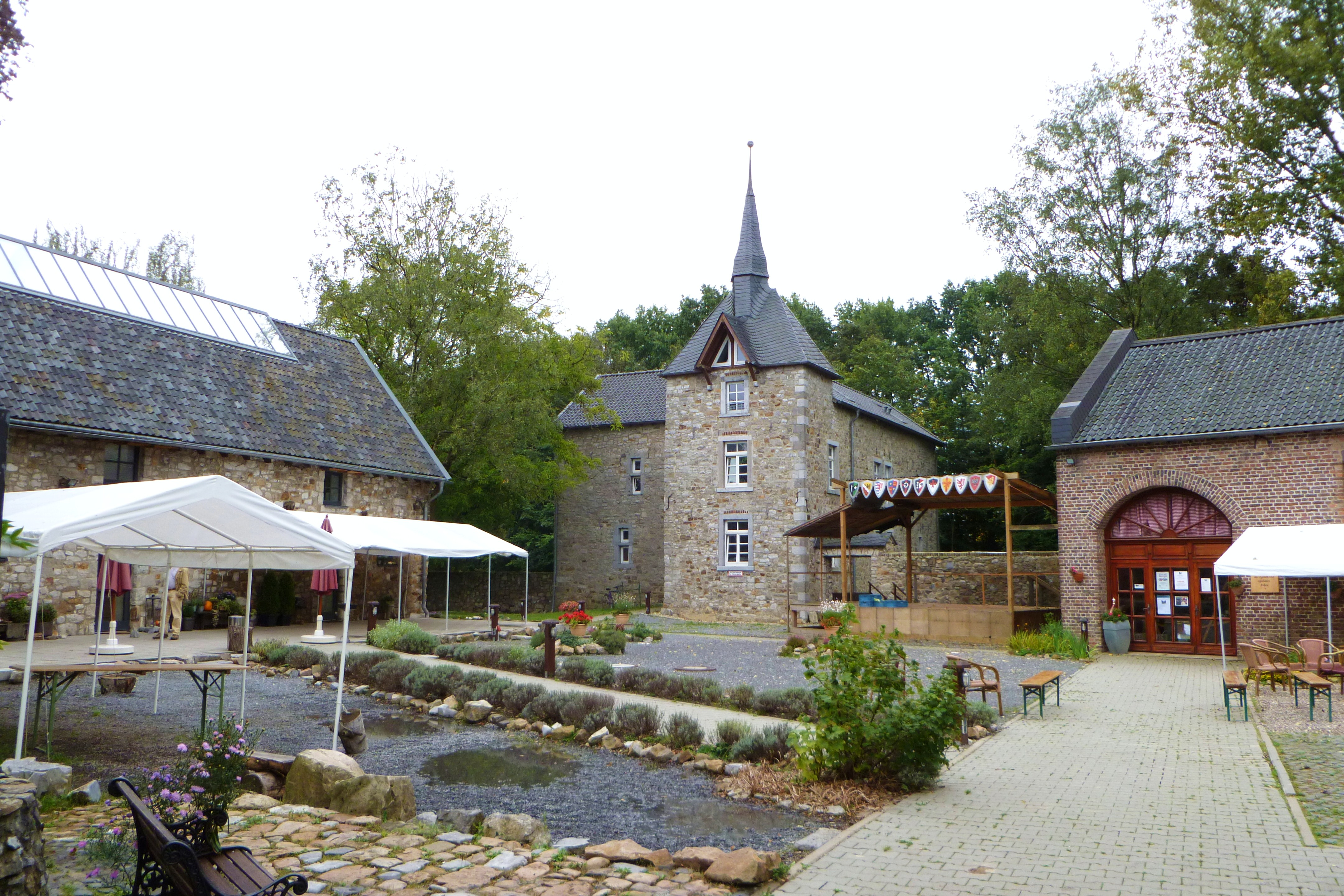
Gut Hebscheid

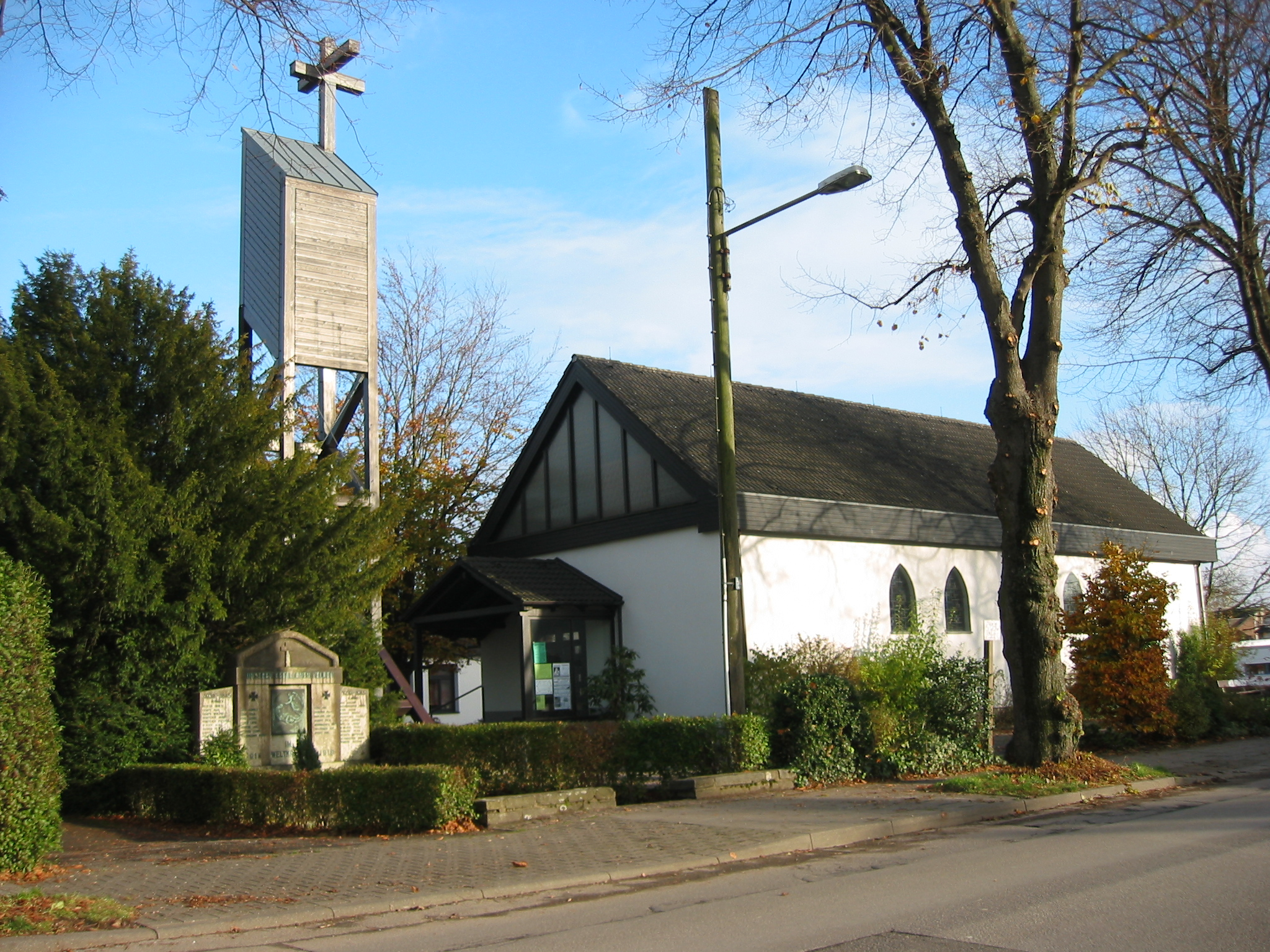
Ortskirche Christus unsere Einheit

Der Ort entwickelte sich erst im 20. Jahrhundert in seiner heutigen Form entlang des heutigen Verlaufs der Raerener Straße, welche ursprünglich vor dem Bau der Autobahn an Grüne Eiche begann und eine Verlängerung dieser gleichnamigen Straße darstellt. Seit dem späten Mittelalter existierten hier nur landwirtschaftliche Gehöfte, darunter das Ritterlehen Gut Hebscheid. Später kamen dann noch der Schellartshof und der Kohlshof, welcher heute ein Reittherapiezentrum beherbergt, hinzu.
Bis zu den 1980er Jahren gab es sogenannte Kaffeefahrten nach Lichtenbusch, wohin große Menschenmengen mit Bussen (zum größten Teil aus dem Ruhrgebiet) gebracht wurden, um in den belgischen Grenzgeschäften billig Zigaretten oder Kaffee einkaufen zu können.
In den Jahren 1999 und 2000 entstand auf der deutschen Seite eine neue Siedlung für junge Familien. Sie umfasst 45 Reihenhäuser, 14 Doppelhaushälften und ein Gemeinschaftshaus. Die Siedlung wurde von der „Karl Kübel Stiftung für Kind und Familie“ initiiert. Die Siedlung am neu entstandenen Lichtenbuscher Weg war die 100. Siedlung der Stiftung. Die errichtende gemeinnützige dfh-Siedlungsbau GmbH, eine Tochtergesellschaft der Stiftung, geriet während der Errichtung der Siedlung in Insolvenz. Die Grundstücke wurden von der Stadt Aachen zu einem günstigen Preis bereitgestellt und die Häuser wurden in einer organisierten und fachmännisch unterstützten Gruppeneigenleistung errichtet. Das Gemeinschaftshaus ist Gemeinschaftseigentum der Siedler und wird von einem Verein betrieben.

## Sprache
Neben dem in der Schule unterrichteten und in der Gemeinde gebräuchlichen Standarddeutsch spricht die Bevölkerung teilweise noch den traditionellen Dialekt der Region, der limburgische und ripuarische Einflüsse aufweist.

## Gemeindeschule
Während es im Aachener Ortsteil Lichtenbusch keine Schule gibt, steht auf belgischer Seite direkt an der Staatsgrenze die Gemeindeschule Lichtenbusch, die auch von Kindern der deutschen Seite besucht wird. Hierfür benötigen die Familien eine Sondergenehmigung des Aachener Schulamts.

## Religion

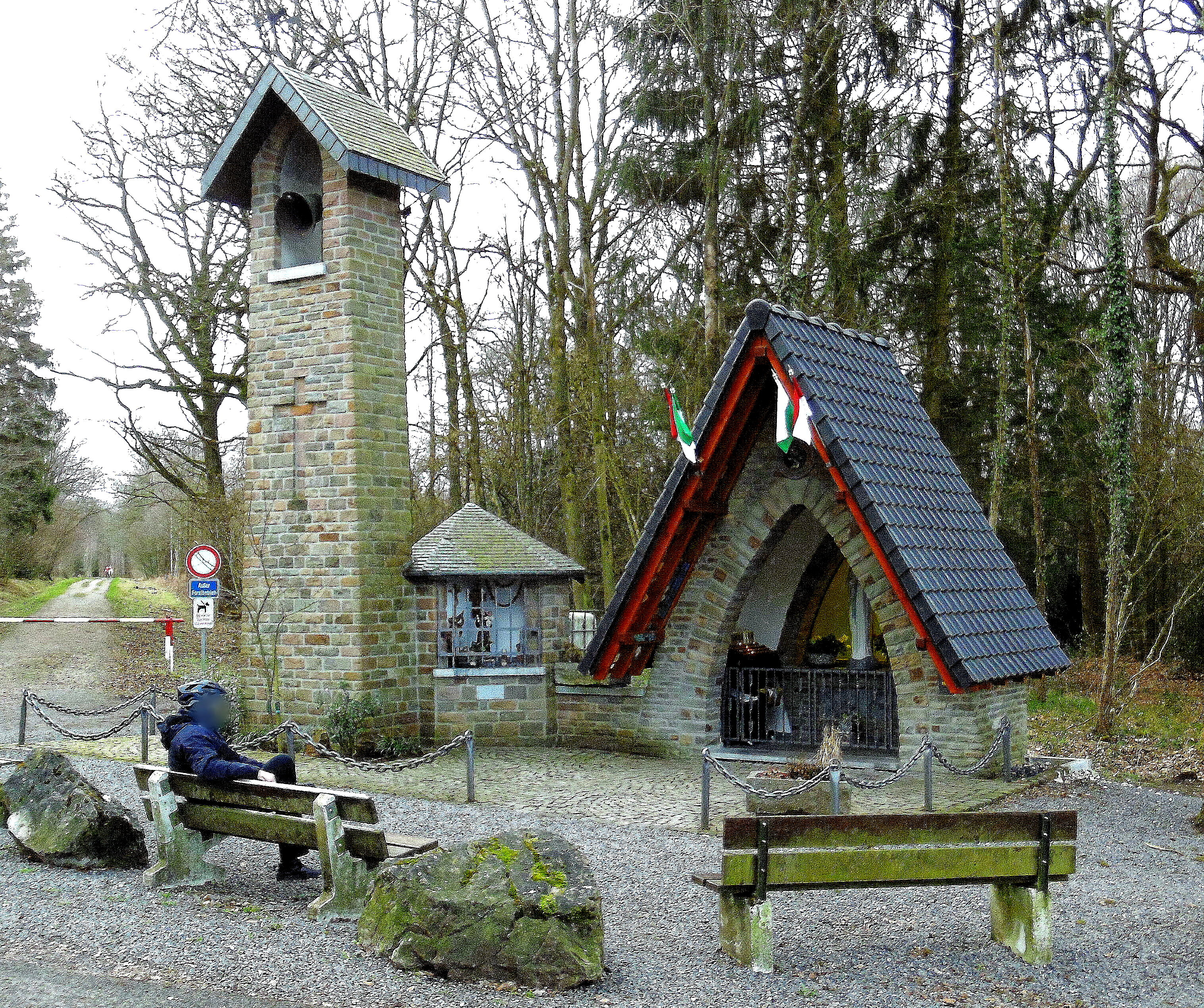
Banneux-Kapelle

Lichtenbusch gehört auf deutscher Seite der „GdG Aachen/Kornelimünster/Roetgen“ im Bistum Aachen an und ist vertreten durch die Pfarrei Christus unsere Einheit. Für die belgischen Katholiken ist dagegen die Pfarre St. Johannes der Täufer zuständig.
Darüber hinaus steht an der Wegekreuzung Raerener Straße/Totleger direkt neben dem deutsch-belgischen Grenzstein auf belgischer Seite die 1968 errichtete Banneux-Kapelle, deren Bau unter anderem durch „Strafgelder“ für öffentliches Fluchen in der Dorfgaststätte Radermacher von Bürgern beiderseits der Grenze finanziert worden war, weswegen sie im Volksmund auch „Leck-mich-am-Arsch-Kapelle“ genannt wird.

## Vereine
In Lichtenbusch ist das Dorfleben von den Vereinen grenzübergreifend geprägt. Dazu zählen unter anderem
- Karnevalsgesellschaft Grün-Weiss Lichtenbusch 1966 e. V.
- Kgl. St. Hubertus Schützenbruderschaft Lichtenbusch 1886
- Fußballverein S.C. Grün-Weiß Lichtenbusch 1949
- Kgl. Trommler u. Pfeifer Korps Grün-Weiß 1928 Lichtenbusch (belgischer Verein)
- Verwaltungsgemeinschaft Lichtenbuscher Weg

## Naturschutzgebiet
Der 7 ha große Naturschutzgebiet Freyenter Wald am Rande von Lichtenbusch gehört zu den bislang 12 ausgewiesenen Naturschutzgebieten der Stadt Aachen. Folgende Pflanzen findet man hier: Orchideen, Lerchensporn, verschiedene Seggen und Binsen, Sumpfschachtelhalm, Sommerwurz, Ginster, Kuckuckslichtnelke und Gelbe Schwertlilie.

## Verkehr
Lichtenbusch wird von den AVV-Buslinien 11, 16, 55 und 65 der ASEAG bedient. Auf belgischer Seite verkehrt die Buslinie 722 der TEC ab Lichtenbusch Grenze nach Eynatten, Raeren und Eupen. Zusätzlich verkehrt in den Nächten vor Samstagen sowie Sonn- und Feiertagen die Nachtexpresslinie N5 der ASEAG.
| Linie | Betreiber | Verlauf |
| ----- | --------- | --- |
| 11    | ASEAG     | Walheim Hasbach – Walheim – Nütheim – Schleckheim – Oberforstbach / Oberforstbach Gewerbegebiet – Lichtenbusch – Waldfriedhof – Burtscheid – Marienhospital – Aachen Hbf – Misereor – Elisenbrunnen – Aachen Bushof – Ludwig Forum – Talbot – Haaren – Würselen Kaninsberg – Weiden – Vorweiden – Linden-Neusen – (Broich –) Broicher Siedlung – Blumenrath – Montanstraße – Mariadorf – Hoengen |
| 16    | ASEAG     | Aachen Bushof – Bf Rothe Erde – Tierpark – Forster Linde – Lintert – Hitfeld – Oberforstbach – Schleckheim – (Pascalstr. –) Nütheim – Walheim – Schmithof – Sief (– Lichtenbusch) |
| 55    | ASEAG     | Vaals Grenze – Vaalserquartier – Westfriedhof – Schanz – Elisenbrunnen – Aachen Bushof – Kaiserplatz – Bf Rothe Erde – Forst – Brand – Kornelimünster – Schleckheim – Oberforstbach / Oberforstbach Gewerbegebiet – Lichtenbusch |
| 65    | ASEAG     | Elisenbrunnen – Aachen Bushof – Kaiserplatz – Bf Rothe Erde – Forst – Brand – Kornelimünster – Schleckheim – Oberforstbach Gewerbegebiet – Lichtenbusch |
| 722   | TEC       | Lichtenbusch Grenze (B) / (Köpfchen Grenze (D) – Hauset (B)) – Eynatten (B) – (Roetgen (D) –) Raeren (B) – Kettenis – Eupen (AVV-Tarif gilt nur in deutschen Streckenabschnitten) |
| N5    | ASEAG     | Nachtexpress: nur in den Nächten vor Samstagen sowie Sonn- und Feiertagen Aachen Bushof → Elisenbrunnen → Misereor → Aachen Hbf → Marienhospital → Burtscheid → Lichtenbusch → Oberforstbach → Schleckheim → Kornelimünster → Niederforstbach → Brand → Forst → Bf Rothe Erde → Frankenberger Viertel → Aachen Hbf → Misereor → Elisenbrunnen                                                    |